# Андронниковське сільське поселення
Андро́нниковське сільське поселення (рос. Андронниковское сельское поселение) — сільське поселення у складі Нерчинського району Забайкальського краю Росії.
Адміністративний центр — село Андронниково.

## Історія
Станом на 2002 рік існував Волочаєвський сільський округ (села Андронниково, Волочаєвка, Котельниково).

## Населення
Населення сільського поселення становить 268 осіб (2019; 270 у 2010, 263 у 2002).

## Склад
До складу сільського поселення входять:
| Населений пункт    | Населення, осіб (2002) | Населення, осіб (2010) |
| ------------------ | ---------------------- | ---------------------- |
| Андронниково, село | 165                    | 161                    |
| Волочаєвка, село   | 29                     | 20                     |
| Котельниково, село | 69                     | 90                     |